# Ager publicus
Ager publicus, latin för "den offentliga åkern", var land som tillhörde romerska republiken respektive Romerska kejsardömet. Det var vanligen land som tillföll staten genom expropriation från romarrikets fiender eller från de områden som romarna erövrade.
Rom expanderade i omgångar. När Rom expanderade i central Italien användes ager publicus för romerska kolonier och senare (efter 338 f.Kr.) latinska kolonier. Efter slaget vid Telamon 224 f.Kr. erövrade romarna mycket mark från den cisalpingalliska stamkoalitionen som i stor utsträckning gavs till nya latinska kolonier eller småbrukare. I södra Italien förblev mycket av den erövrade marken ager publicus, men hyrdes ut till storbönder. Detta stred mot lagstiftning från 367 f.Kr. Annan ager publicius fortsatte att brukas av de folk den konfiskerats från. 
Med den växande befolkningen och med växande latifundium blev det brist på land. Briten på land, och fördelningen av land, blev också en stridsfråga. Bröderna Gracchus, Tiberius Sempronius Gracchus och Gaius Sempronius Gracchus, var bland dem som drev frågan om landägande. År 111 f.Kr. instiftades en lag som gav möjlighet för småbrukare att få äganderätt till den del av ager publicus de brukade. Landfrågan var en het stridsfråga under flera decennier och en bidragande orsak till bundsförvantskriget 91 - 88 f.Kr.
Under kejsartiden hade mycket ager publicus i Italien fördelats till veteraner och generaler såsom Lucius Cornelius Sulla, Gaius Julius Caesar och Gnaeus Pompeius Magnus. Den ager publicus som var kvar ägdes antingen av städer eller var allmänningar för bete. I de romerska provinserna fanns på pappret mycket ager publicus som ägdes av kejsaren. I praktiken betraktades det som enskild egendom.